# Rapa di Caprauna
La rapa di Caprauna è una rapa bianca di pasta gialla tipica dell'omonimo comune del Piemonte.

## Descrizione
Ha una radice carnosa di forma rotondo-appiattita ed un apparato aereo formato da foglie di colore verde scuro. Assume le migliori caratteristiche organolettiche quando è coltivata a quote comprese tra gli 800 e i 1500 metri s.l.m., proprio l'altitudine del comune di Caprauna. Il territorio è caratterizzato da una notevole estensione di antichi terrazzamenti (fasce) retti da muretti di pietra a secco che si incontrano anche ad un'altitudine considerevole. I contadini vi coltivavano le rape, sugli stessi terreni seminati in precedenza a grano; dopo la raccolta del cereale la presenza nel terreno dei residui delle stoppie conferiva alle rape un aroma e un sapore particolari.
Oggi la semina delle rape avviene nel corso dell'estate in terreni ricchi di calcio e concimati con il letame e dà i suoi frutti nel periodo autunnale. La raccolta avviene tra settembre e gennaio. L'altitudine e le condizioni climatiche mai troppo calde o aride contribuiscono a determinare una crescita ottimale e un sapore particolarmente delicato.
Le rape si presentano grandi, dolcissime e dalla pasta di colore bianco tendente al giallo.

## Utilizzo
Le rapa di Caprauna vengono impiegate in numerose ricette: gratinate al forno, da contorno alla carne, con la salsiccia, ingredienti di sformati, da servire con la bagna càuda. L'impiego più tipico è con i sciancui, una pasta che ricorda i maltagliati e con la quale le rape vanno ad arricchire il tradizionale sugo di funghi. 
Simile, in Friuli, la verze rave, di forma oblunga, a fittone, con buccia marron chiaro e polpa gialla, tendente all'ocra.

## Tutela
Dal 2003 la rapa di Caprauna è diventata presidio Slow Food.